# Liste der Kulturgüter in Grandvillard
Die Liste der Kulturgüter in Grandvillard enthält alle Objekte in der Gemeinde Grandvillard im Kanton Freiburg, die gemäss der Haager Konvention zum Schutz von Kulturgut bei bewaffneten Konflikten, dem Bundesgesetz vom 20. Juni 2014 über den Schutz der Kulturgüter bei bewaffneten Konflikten sowie der Verordnung vom 29. Oktober 2014 über den Schutz der Kulturgüter bei bewaffneten Konflikten unter Schutz stehen.
Objekte der Kategorien A und B sind vollständig in der Liste enthalten, Objekte der Kategorie C fehlen zurzeit (Stand: 1. Januar 2023).

## Kulturgüter
| Foto |                                                                                                   | Objekt | Kat. | Typ | Standort                                        | Beschreibung |
| ---- | ------------------------------------------------------------------------------------------------- | --- | ---- | --- | ----------------------------------------------- | ------------ |
| ja   | Datei hochladen · Wikidata zu Haus von Marmet Currat und Söhne (Q29479158)                        | Haus von Marmet Currat und Söhne / Maison de Marmet Currat et fils KGS-Nr.: 02182                                            | A    | G   | Route de la Gare 10 572866 / 154499             |              |
| ja   | Datei hochladen · Wikidata zu Haus des Bannerträgers von Montsalvens Pierre Delatena (Q29479161)  | Haus des Venners von Montsalvens Pierre Delatena / Maison du Banneret de Montsalvens Pierre Delatena KGS-Nr.: 02184          | A    | G   | Chemin Pierre-de-la-Tina 2 573163 / 153988      |              |
| ja   | Datei hochladen · Wikidata zu Bauernhaus von François und André Decrind, dann borcard (Q29479157) | Bauernhaus von François und André Decrind, dann Musy / Maison paysanne de François et André Decrind puis Musy KGS-Nr.: 09966 | A    | G   | Route de la Grande-Charrière 32 573056 / 154517 |              |
| ja   | Datei hochladen · Wikidata zu Haus der Grafen (Q29479160)                                         | Haus der Grafen / Maison dite des Comtes KGS-Nr.: 09967                                                                      | A    | G   | Rue Saint-Jacques 25 572911 / 154370            |              |
| ja   | Datei hochladen · Wikidata zu Bauernhäuser von Baudevin-Delatena (Q29479162)                      | Bauernhäuser Baudevin-Delatena / Maisons paysannes Baudevin-Delatena KGS-Nr.: 09969                                          | A    | G   | Route du Banneret 47–51 573087 / 154074         |              |
| ja   | Datei hochladen · Wikidata zu Kapelle Notre-Dame-de-Compassion in la Daudaz (Q29694812)           | Kapelle Notre-Dame-de-Compassion in la Daudaz / Chapelle Notre-Dame-de-Compassion à la Daudaz KGS-Nr.: 02183                 | B    | G   | Route de la Gare 91 571950 / 154190             |              |
| BW   | Datei hochladen · Wikidata zu Bauernhaus von Jean-Pierre Currat (Q29694908)                       | Bauernhaus von Jean-Pierre Currat / Ferme de Jean-Pierre Currat KGS-Nr.: 09968                                               | B    | G   | Route de la Ria 1 573030 / 154375               |              |
| ja   | Datei hochladen · Wikidata zu Pfarrkirche Saint-Jacques-et-Saint-Barthélemy (Q55382259)           | Pfarrkirche Saint-Jacques-et-Saint-Barthélemy / Église paroissiale Saint-Jacques-et-Saint-Barthélemy KGS-Nr.: 13190          | B    | G   | Rue de l’Eglise 10 572919 / 154215              |              |
| BW   | Datei hochladen · Wikidata zu Haus Zürich dann Corbet (Q29694894)                                 | Haus Zürich dann Corbet / Maison Zurich puis Corbet KGS-Nr.: 13195                                                           | B    | G   | Chemin du Vieux-Chevrier 7 573123 / 154055      |              |